# Нємечки
Нємечки (словац. Nemečky) — село, громада округу Топольчани, Нітранський край. Кадастрова площа громади — 6.27 км².
Населення 312 осіб (станом на 31 грудня 2019 року).

## Історія
Нємечки згадуються 1403 року.

## Населення
| Рік:            | 1994. | 2004.   | 2014.   | 2024.   |
| --------------- | ----- | ------- | ------- | ------- |
| Кількість осіб: | 277   | 302     | 312     | 316     |
| Різниця:        |       | +9,02 % | +3,31 % | +1,28 % |

| Рік:            | 2023. | 2024.   |
| --------------- | ----- | ------- |
| Кількість осіб: | 320   | 316     |
| Різниця:        |       | -1,25 % |